# Heteroschizomus silvino
Espèce
Synonymes
- Schizomus silvino Rowland & Reddell, 1977
- Stenochrus silvino (Rowland & Reddell, 1977)

Stenochrus silvino est une espèce de schizomides de la famille des Hubbardiidae.

## Distribution
Cette espèce est endémique du département d'Izabal au Guatemala. Elle se rencontre à Morales dans la grotte Gruta de Silvino.

## Étymologie
Son nom d'espèce lui a été donné en référence au lieu de sa découverte, la grotte Gruta de Silvino.

## Publication originale
- Rowland & Reddell, 1977 : A review of the cavernicole Schizomida (Arachnida) of Mexico, Guatemala, and Belize. Bulletin of the Association for Mexican Cave Studies, no 6, p. 79-102.